# Chenab
Chenab (Chinab) [tjina'b], i vedalitteraturen Asikni, grek. Akesines, flod i Pakistan, upprinner ur en bergsjö öster om Kashmirdalen, i det inre av Himalaya samt mottar, innan den lämnat bergen, Chandra, från Bara-Lachapasset, vilken är den egentliga källflöden. Vid Jammu kommer Chenab fram på Punjabs slättland och flyter i många krokar åt sydväst till Sutlej. Bifloder är fr.h. Jhelum och fr.v. Ravi. Chenabs längd beräknas till 1 200 km. Det är en av de fem floder, som givit namn åt "Femflodslandet" (Punjab).